# Nisse Rikama
Nisse Tapani Rikama (Rubberduck Jones), född 13 mars 1960, är en finländsk gitarrist och låtskrivare. Han är mest känd för sitt arbete med punklegenden Pelle Miljoona.

## Biografi
Rikama inledde sin musikaliska bana i gruppen Trash år 1978, och medverkade bland annat på punk-samlingsskivan Pohjalla samma år. År 1979 gick han med i gruppen Pelle Miljoona & 1979, som senare bytte namn till Pelle Miljoona & 1980. Gruppen spelade på ett år in tre skivor och hjälpte till en stor del till att sätta ut punken på den finländska musikkartan. 
År 1980 hoppade han ändå av bandet, för att gå med i det i dag rätt okända Threshold, som släppte en platta år 1981. Efter att Sami Takamäki och Andy McCoy hoppade av gruppen Pelle Miljoona Oy, gick så Rikama igen med i Pelles band, men han slutade igen innan gruppen hann spela in någon skiva. 
Efter det här lade Rikama för nästan två decennier gitarren på hyllan, för att återuppta den med bandet Suspenders år 2003 (där medverkade också Pelle Miljoona). Han har också spelat med på Pelle Miljoona & 1980:s comebackkonserter i slutet av 2000-talet.

## Rikamas band
- Trash
- Näköhäiriö
- Pelle Miljoona & 1980
- Problems?
- Sehr Schnell
- Suspenders

## Diskografi
Studioalbum
- Pelko ja viha (Pelle Miljoona & 1980, 1979)
- Viimeinen syksy (Pelle Miljoona & 1980, 1979)
- Näyttämökuvia (Pelle Miljoona & 1980, 1980)
- Katupoikia (Problems?, 1980)
- Paradise Now (Threshold, 1981)
- Time Is Limited (Suspenders, 2007)